# All Too Human
All Too Human ist eine US-amerikanische Progressive-Metal-Band aus Corpus Christi, Texas, die im Jahr 1995 gegründet wurde.

## Geschichte
Die Band wurde im Jahr 1995 von Bassist Maurice Taylor gegründet. Kurze Zeit später kam Schlagzeuger Chris Lucci zur Besetzung, dem im Jahr 1996 Gitarrist Chris McIuan folgte. Danach begaben sich die Mitglieder in die R/R Studios in Lake Jackson, Texas, um die ersten Aufnahmen zu machen. Im Jahr 1997 kam Sänger Paul Vander zur Band. Im Mai 1998 beendete die Band die Arbeiten zu ihrem Debütalbum, das im August unter dem Namen Forever and a Day veröffentlicht wurde. Nach einigen Auftritten hatte Sänger Paul Vander die Band Anfang 1999 wieder verlassen. Danach verließ Gitarrist Chris McIuan die Band und wurde durch Clint Wilson ersetzt. Anfang 2000 kam Don Duzan als neuer Sänger zur Band. Als Keyboarder kam Derek Sherinian (Planet X, ex-Dream Theater, ex-Alice Cooper) zur Besetzung. Seine Keyboardaufnahmen für das nächste Album Entropy fanden in seinem Studio The Leopard Room, in Los Angeles, statt. Im Februar 2002 erschien das Album. Die Distribution des Albums folgte über Nightmare Records. In Europa erschien das Album über Steelheart Records.
Im Herbst 2004 trat die Band auf dem ProgPower Europe in den Niederlanden auf, was das Ende der ersten Europatournee der Band darstellte. Vier der sechs Auftritte spielte die Band dabei mit der niederländischen Band Sanity. Cristian van Schuerbeck war dabei als neuer Keyboarder zu hören.
Danach arbeitete die Band am nächsten Album namens Juggernaut. 2006 verließ Sänger Don Duzan die Besetzung, zunächst übernahm übergangsweise Steve Braun seinen Posten, bis mit Gordon Tittsworth ein festes Mitglied gefunden wurde.

## Stil
Die Band spielt klassischen Progressive Metal, der als eine Mischung aus Dream Theater und Symphony X beschrieben wird.

## Diskografie
- 1998: Forever and a Day (Album, Eigenveröffentlichung)
- 2002: Entropy (Album, Eigenveröffentlichung)
- 2004: Entropy (Album, Steelheart Records)
- 2006: Demo -Entropy- (Demo, Eigenveröffentlichung)
- 2011: Thorn in My Side (Single, Eigenveröffentlichung)